# Ciota Ciara
La Ciota Ciara (“grotta chiara”) è una cavità di origine carsica sulle pendici del Monte Fenera, in provincia di Vercelli. È registrata nel catasto speleologico nazionale con la sigla 2507PI.
Contiene le uniche testimonianze dell'uomo di Neanderthal in Piemonte, ed è stata abitata in vari momenti del Paleolitico. Le industrie litiche musteriane sono realizzate prevalentemente con materie prime locali, prevalentemente la selce e il quarzo. Tra i mammiferi del Pleistocene di cui sono stati trovati resti, si annoverano Ursus spelaeus e Ursus arctos ma anche specie erbivore come Rupicapra rupicapra, Cervus elaphus, Bos sp. e micromammiferi come Clethrionomys glareolus, Pliomys coronensis, Glis glis e Microtus arvalis che permettono di ricostruire il clima della regione nel periodo intorno a 80000-70000 anni fa (MIS 5), relativamente temperato e simile al clima attuale.
La Ciota Ciara fu occupata temporaneamente anche in età tardoromana e altomedievale, forse da parte di una comunità monastica.
La grotta è facilmente raggiungibile tramite la rete sentieristica del Parco naturale del Monte Fenera, ma l'accesso è normalmente interdetto per garantirne la conservazione.
Sebbene le grotte del Monte Fenera (Ciutarun, Ciota Ciara, Belvedere) siano state oggetto di scavi occasionali a partire dal 1951, solo nel decennio successivo prese il via uno studio sistematico della Ciota Ciara, e la grotta è stata poi oggetto di ulteriori ricerche archeo-speleologiche anche nei decenni successivi.
A partire dal 2009 sono stati avviati nuovi scavi archeologici condotti dall'Università di Ferrara, che hanno portato nel 2020 alla scoperta di denti appartenenti ad un giovane individuo di Homo neanderthalensis..
Alcuni dei reperti archeologici di epoca preistorica e tardoromana sono ora esposti al Museo archeologico di Torino.